# Kőváry Katalin
Kőváry Katalin (Békéscsaba, 1942. november 1. –) Jászai Mari-díjas rendező, forgatókönyvíró, dramaturg, tanár, érdemes művész.

## Életpályája
1961–1963 között az ELTE Bölcsészettudományi Karán tanult. 1964–1968 között a Színház- és Filmművészeti Főiskola hallgatója volt, színházrendező szakon (osztályfőnöke Nádasdy Kálmán volt). 1968-tól a Magyar Rádió munkatársa volt, mellette 1968–1980 között a Thália Színház rendezője. 1993-tól a Budapesti Operettszínház menedzsere volt. 1984 óta tanított a Színház- és Filmművészeti Főiskolán. 1992-ben volt tanítványával, Ternyák Zoltánnal megalapította az Éjszakai Színházat, amely egy társulat nélküli színjátszó hely volt. A Keleti István Művészeti Szakközépiskola tanára.
Első férje Zsámbéki Gábor (rendező) volt. 1972-ben házasságot kötött Gryllus Dániel zenésszel. Két gyermekük: Gryllus Dorka (színésznő) és Gryllus Samu (zeneszerző).

## Film és TV-s munkái
- "Deres már a határ" (magyar szórakoztató műsor, 1998) – rendező
- A filozófus (magyar tévéjáték, 1981) – forgatókönyvíró

## Díjai, elismerései
- Jászai Mari-díj (1979)
- Érdemes művész (2017)